# Myrophis lepturus
Myrophis lepturus är en fiskart som beskrevs av Kotthaus, 1968. Myrophis lepturus ingår i släktet Myrophis och familjen Ophichthidae. Inga underarter finns listade i Catalogue of Life.